# Bécédi-Brignan
Bécédi-Brignan este o comună din departamentul Adzopé, regiunea Agnéby, Coasta de Fildeș.